# كيت سيمون
كيت سيمون (بالإنجليزية: Kate Simon)‏ هي كاتِبة أمريكية، ولدت في 5 ديسمبر 1912، وتوفيت في 4 فبراير 1990.

## وصلات خارجية
- كيت سيمون على موقع الموسوعة البريطانية (الإنجليزية)